# جون بيريمان
جون بيريمان (بالإنجليزية: John Berryman)‏ هو كاتب وشاعر أمريكي، ولد في 25 أكتوبر 1914 في ماكالستر في الولايات المتحدة، وتوفي في 7 يناير 1972 في منيابولس في الولايات المتحدة بسبب غرق.

## وصلات خارجية
- جون بيريمان على موقع الموسوعة البريطانية (الإنجليزية)
- جون بيريمان على موقع ميوزك برينز (الإنجليزية)
- جون بيريمان على موقع إن إن دي بي (الإنجليزية)
- جون بيريمان على موقع ديسكوغز (الإنجليزية)